# Panchito Nolé
Jesús Francisco Rafael Antonio Nolé, más conocido como «Panchito» Nolé (Mercedes, 25 de diciembre de 1929-Montevideo, 14 de julio de 2022), fue un músico uruguayo, que se dedicó a la música durante más de siete décadas.

## Biografía
Nació en Mercedes, Uruguay, el 25 de diciembre de 1929, hijo de un saxofonista de jazz, lo que le permitió descubrir su interés por la música desde niño. Posteriormente, su hijo Ricardo Nolé, también se dedicó a la música.
Como intérprete, fue pianista, director de orquesta, arreglador, autor y compositor en todos los géneros, especialmente el jazz. Acompañó a cantantes y músicos reconocidos como Sandro, Leonardo Favio, Sammy Davis y Nat King Cole.
Residió de 1969 a 1996 en Argentina, desarrollando una carrera musical en varios países. En Uruguay, trabajó en la dirección musical de radio Carve y en los canales 4, 10 y Teledoce, tarea que también realizó en Argentina en el canal 9.
Integró los programas de televisión El show de Mancera, Badía y compañia y Grandes valores del tango. También participó dirigiendo la orquesta en la película de 1976 Los chicos crecen, dirigida por Enrique Carreras, y luego, en Pobre mariposa (1986).
Falleció en Montevideo, el 14 de julio de 2022, a los noventa y dos años.

## Discografía

### 78 RPM
- Adiós Corazón / Tu Rica Boca (Antar P 6039)
- Patricia mía / La chica del 17 (Antar P 6059)
- Titina / Solo tuyo (Antar P 6080)

### LP
- Bailando con Panchito Nolé y su Gran Orquesta (Antar PLP 5002. 1959)
- Bailando con Panchito Nolé (Sondor SLP-049. c. 1960)
- Latin Beat (Suncastle's ULP 3307. 1965)
- Tributo a los grandes (Orfeo. 91149-4. 1991)
- Lo mejor de mis 30 años en Argentina: y... "Montevideo volver a verte" (La Nota LN2000. 1999)

### Simples
- Qué suerte / Dulce castigo (simple 33 rpm. Gold Laut. 77002. c. 1964)

### Colectivos
- La estrella radial (Sondor 33060. 1961)
- Swing en el Solís (Orfeo ULP 2771. 1963)